# Parque de Ciência e Tecnologia do Guamá
O Parque de Ciência e Tecnologia Guamá (abreviado PCT Guamá) é uma instituição pública de pesquisa e desenvolvimento fundada em 2010, situada no município de Belém (estado do Pará), vinculada ao Governo do Estado do Pará por meio Secretaria de Ciência, Tecnologia e Educação Superior, Profissional e Tecnológica (Sectet) e, adminstrada pela Fundação de Ciência, Tecnologia, Inovação e Desenvolvimento Sustentável Guamá - Fundação Guamá.
Este é o primeiro centro tecnológico da região norte do Brasil, um ambiente de inovação para empreendimentos de base tecnológica, com oferta de apoio a: gestão de inovação; Suporte a gestão tecnológica; Consultoria e treinamento em planos de negócio de base tecnológica; Apoio a certificação de laboratórios; Incubação de empresas, elaboração e articulação de projetos de Ciência, Tecnologia e Inovação (CT&); Soluções em representatividade, networking, promoção de negócios; Propriedade intelectual; Interface e imediação com instituições regionais, nacionais e internacionais que tem expertise nas áreas de CT&I e empreendedorismo; Apoio na captação de recursos junto a investidores; Viabilização de cooperação técnica e transferência de tecnologia.
O PCT Guamá apresenta a proposição de desenvolvimento local alinhado com a economia do conhecimento, o que traduz a um novo modelo de desenvolvimento na Amazônia, com base em suas articulações e parcerias com instituições, universidades e empresas, como o Instituto Nacional de Pesquisas Espaciais, Universidade Federal do Pará, Universidade Federal Rural da Amazônia, Universidade do Estado do Pará, Embrapa Amazônia Oriental, e o Serviço Federal de Processamento de Dados. Nesse contexto, busca promover o desenvolvimento do estado do Pará e da região, nas finalidades de:
- Criar uma comunidade de pesquisa, desenvolvimento e inovação tecnológica transdiciplinar por meio da colaboração entre a academia, empresa e governo;
- Viabilizar o acesso ao setor produtivo ao conhecimento cientifico tecnológico gerado não só pela UFPA, mas também nas demais instituições estabelecidas na região;
- Gerar emprego e renda de modo a contribuir com o desenvolvimento regional.

A primeira empresa privada a ingressar no PCT Guamá foi a Inteceleri (em 2016), empresa de desenvolvimento de soluções tecnológicas para educação.

## Localização
O Parque de Ciência e Tecnologia Guamá está localizado na cidade de Belém do Pará (a 1° 28' 27" de latitude sul e a 48° 27' 05" de longitude oeste) no Campus da Universidade Federal do Pará, situado no Km 01 da avenida Perimetral às margens do Rio Guamá - bairro do Guamá.

## Laboratórios de Pesquisa e Desenvolvimento
Abriga os seguintes espaços laboratoriais P&D:
- Laboratório de Alta e Extra-Alta Tensão (UFPA);
- Centro de Excelência em Eficiência Energética da Amazônia – Ceamazon (UFPA);
- Centro de Valorização de Compostos Bioativos da Amazônia (UFPA);
- Laboratório de Engenharia Biológica (UFPA);
- Laboratório de Óleos da Amazônia (UFPA);
- Laboratório da Qualidade do Leite (UFPA);
- Núcleo de P&D em Telecomunicações, Automação e Eletrônica - LASSE (UFPA);
- Laboratório de Instrumentação para Produtos Agroindustriais (EMBRAPA);
- Laboratório de Referência em Fitossanidade e Manejo (EMBRAPA);
- Laboratório da Qualidade da Água da Amazônia (UEPA);
- Incubadoras de Empresas.

## Instituições vinculadas
É formado pelas seguintes instituições e empresas:
- Instituto Nacional de Pesquisas Espaciais (Inpe);
- Universidade Federal do Pará;
- Universidade Federal Rural da Amazônia;
- Embrapa Amazônia Oriental;
- Universidade do Estado do Pará;
- Serviço Federal de Processamento de Dados.

## Desenvolvimento regional
É sabido que o objetivo do PCT GUAMÁ consiste em dar apoio ao desenvolvimento sustentado regional com base em conhecimento e inovação, por meio da criação de ambientes que promovam e desenvolvam a interação entre os diversos atores envolvidos no processo. neste sentido, para o desenvolvimento regional, o parque funciona como um disseminador a cultura do empreendedorismo e contribui para a articulação dos agentes locais de inovação por meio de redes.
Quanto a pesquisa e desenvolvimento, no PCT Guamá estão instaladas instituições e empresas cujo objetivo está em criar e consolidar negócios que praticam a inovação em áreas estratégicas de tecnologia. A criação de um Parque Tecnológico como o PCT GUAMÁ possibilita a curiosidade das empresas e com isso uma maior certeza na decisão de investir, visando maiores possibilidades de retornos econômicos e sociais. Para que o desenvolvimento da indústria possa cumprir seu papel social é necessário que se tenha os melhores maquinários e instrumentos, para obter e aproveitar seu progresso técnico de forma a elevar o padrão de vida da população.
Outro estimulo para a promoção ao desenvolvimento regional é o de capital intelectual, conseguido através da geração de uma mão de obra qualificada ligada a um sistema educacional forte, pois desta forma é possível produzir o desenvolvimento esperado, gerando resultados satisfatórios. Nesse contexto o parque tecnológico propicia uma ligação entre organizações, academia e pessoas que buscam uma mesma ideia, compartilhando conhecimento entre todos os atores que participam do processo no local estabelecido, e isso gera desenvolvimento para todos, pois o conhecimento gerado transpassa o próprio espaço físico, gerando crescimento local e regional.
A cultura do empreendedorismo inovador é uma promoção muito importante a ser estimulada em prol de desenvolvimento, nesse aspecto o Parque de Ciência e Tecnologia Guamá promove um espaço de empreendedorismo e novas ideias em cooperação com as universidades, instituições de pesquisa, empresas e sociedade, o que justifica o objetivo de promover e divulgar a cultura do empreendedorismo inovador nas instituições de ensino e pesquisas nas empresas. Esse processo de construção desse ideário se inicia da transformação de ideias em oportunidades que são implementadas através do envolvimento de pessoas e processos em conjunto, que surge muito em consequência das mudanças tecnológicas e sua rapidez em virtude do contexto de mercados cada vez mais competitivos.
Um outro aspecto, e não menos importante, é promover as redes de cooperação, que se mostram importantes como fontes de aglomerações produtivas, cientificas e tecnológicas no papel do desenvolvimento local. Nesses termos, em prol do desenvolvimento regional, o Parque de Ciência e Tecnologia Guamá, promove um ambiente propício a interações, troca de conhecimentos e aprendizados por meio de redes de cooperação entre agentes diferenciados (universidades, instituições científicas, empresas e a comunidade), onde a promoção de diálogo objetivo fomentar as principais cadeias produtivas da Amazônia, a geração de uma economia do conhecimento (empreendedorismo inovador).